# Brighton & Hove Albion Football Club 2019-2020
Questa voce raccoglie le informazioni riguardanti il Brighton & Hove Albion Football Club nelle competizioni ufficiali della stagione 2019-2020.

## Maglie e sponsor
Sponsor Amex, sponsor tecnico Nike
| Manica sinistra · Manica sinistra · Maglietta · Maglietta · Manica destra · Manica destra · Pantaloncini · Pantaloncini · Calzettoni · Calzettoni | Manica sinistra · Manica sinistra · Maglietta · Maglietta · Manica destra · Manica destra · Pantaloncini · Calzettoni · Calzettoni | Manica sinistra · Manica sinistra · Maglietta · Maglietta · Manica destra · Manica destra · Pantaloncini · Calzettoni |

## Rosa 2019-2020
Aggiornata al 20 agosto 2019
| N. |                        | Ruolo | Calciatore          |
| -- | ---------------------- | ----- | ------------------- |
| 1  | Australia (bandiera)   | P     | Mathew Ryan         |
| 3  | Camerun (bandiera)     | D     | Gaëtan Bong         |
| 4  | Irlanda (bandiera)     | D     | Shane Duffy         |
| 5  | Inghilterra (bandiera) | D     | Lewis Dunk          |
| 6  | Inghilterra (bandiera) | C     | Dale Stephens       |
| 7  | Francia (bandiera)     | A     | Neal Maupay         |
| 8  | Mali (bandiera)        | C     | Yves Bissouma       |
| 9  | Paesi Bassi (bandiera) | A     | Jürgen Locadia      |
| 10 | Romania (bandiera)     | A     | Florin Andone       |
| 11 | Belgio (bandiera)      | A     | Leandro Trossard    |
| 13 | Germania (bandiera)    | C     | Pascal Groß         |
| 14 | Nigeria (bandiera)     | D     | Leon Balogun        |
| 15 | Inghilterra (bandiera) | D     | Adam Webster        |
| 16 | Iran (bandiera)        | C     | Alireza Jahanbakhsh |

| N. |                        | Ruolo | Calciatore         |
| -- | ---------------------- | ----- | ------------------ |
| 17 | Inghilterra (bandiera) | A     | Glenn Murray       |
| 18 | Australia (bandiera)   | C     | Aaron Mooy         |
| 19 | Colombia (bandiera)    | C     | José Izquierdo     |
| 20 | Inghilterra (bandiera) | C     | Solly March        |
| 21 | Italia (bandiera)      | C     | Ezequiel Schelotto |
| 22 | Spagna (bandiera)      | D     | Martín Montoya     |
| 23 | Inghilterra (bandiera) | P     | Jason Steele       |
| 24 | Paesi Bassi (bandiera) | C     | Davy Pröpper       |
| 27 | Inghilterra (bandiera) | P     | David Button       |
| 28 | Romania (bandiera)     | D     | Tudor Băluță       |
| 30 | Brasile (bandiera)     | D     | Bernardo           |
| 33 | Inghilterra (bandiera) | D     | Dan Burn           |
| 44 | Irlanda (bandiera)     | C     | Aaron Connolly     |
| 58 | Inghilterra (bandiera) | D     | Haydon Roberts     |